# Damien Perquis (calciatore 1986)
Damien Perquis (Saint-Brieuc, 8 marzo 1986) è un ex calciatore francese, di ruolo portiere.

## Palmarès

### Club

#### Competizioni nazionali
- Campionato francese di seconda divisione: 1

Caen: 2009-2010